# Hammeville
Hammeville ist eine französische Gemeinde mit 189 Einwohnern (Stand: 1. Januar 2022) im Département Meurthe-et-Moselle in der Region Grand Est (vor 2016 Lothringen). Sie gehört zum Arrondissement Nancy und zum Kanton Meine au Saintois.

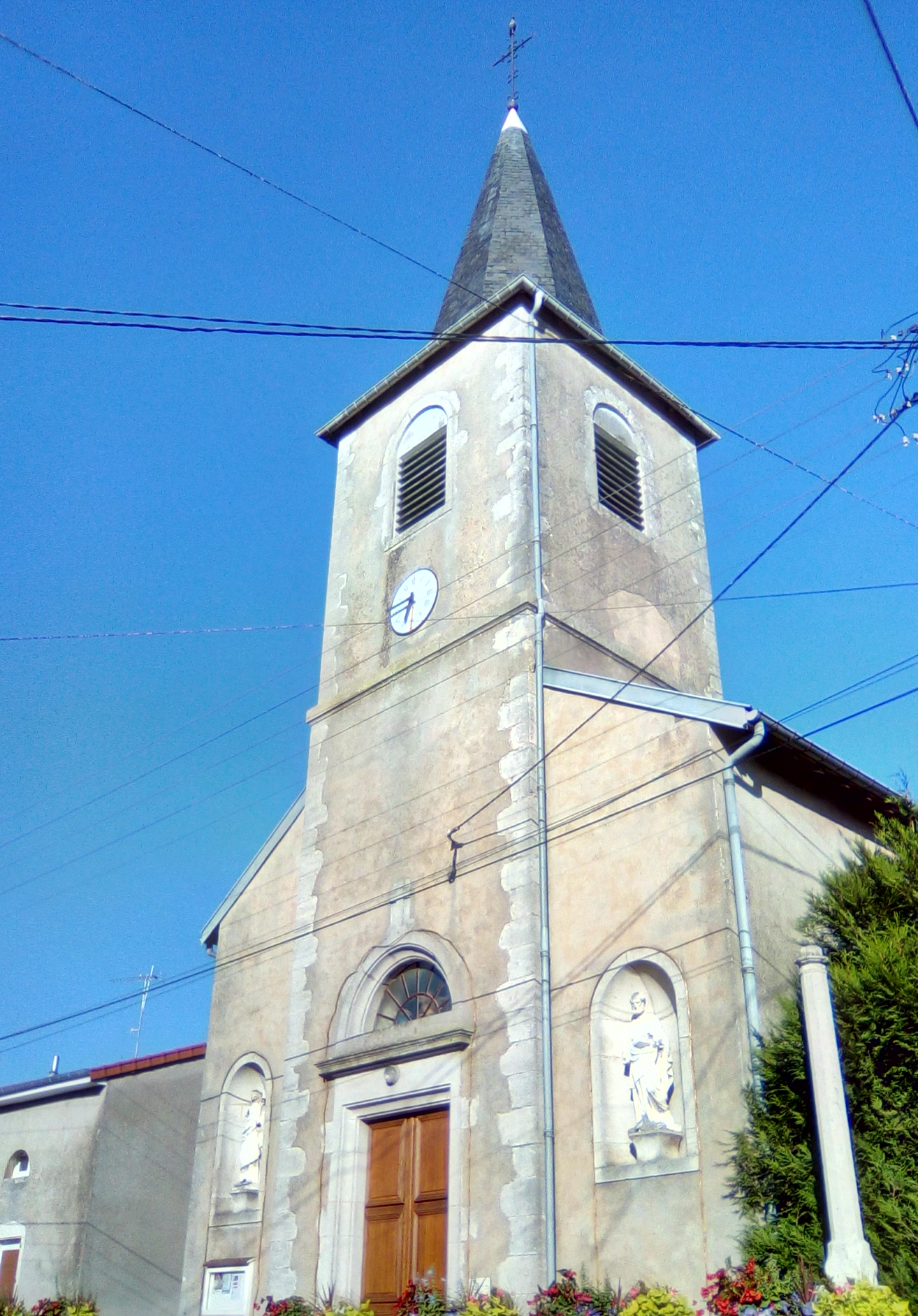
Kirche Sainte-Libaire

## Geografie
Hammeville in der Landschaft Saintois liegt etwa 29 Kilometer südsüdwestlich von Nancy.
Umgeben wird Hammeville von den Nachbargemeinden Parey-Saint-Césaire im Norden, Houdreville im Nordosten und Osten, Vézelise im Südosten und Süden, Ognéville im Süden sowie Vitrey im Westen.

## Bevölkerungsentwicklung
| Jahr                       | 1962 | 1968 | 1975 | 1982 | 1990 | 1999 | 2006 | 2019 |
| Einwohner                  | 110  | 104  | 110  | 120  | 135  | 149  | 170  | 177  |
| Quellen: Cassini und INSEE |      |      |      |      |      |      |      |      |

## Sehenswürdigkeiten
- Kirche Sainte-Libaire aus dem Jahre 1852
- Kapelle Sainte-Libaire von 1785
- Reste des Schlosses von Hammeville aus dem 16. Jahrhundert

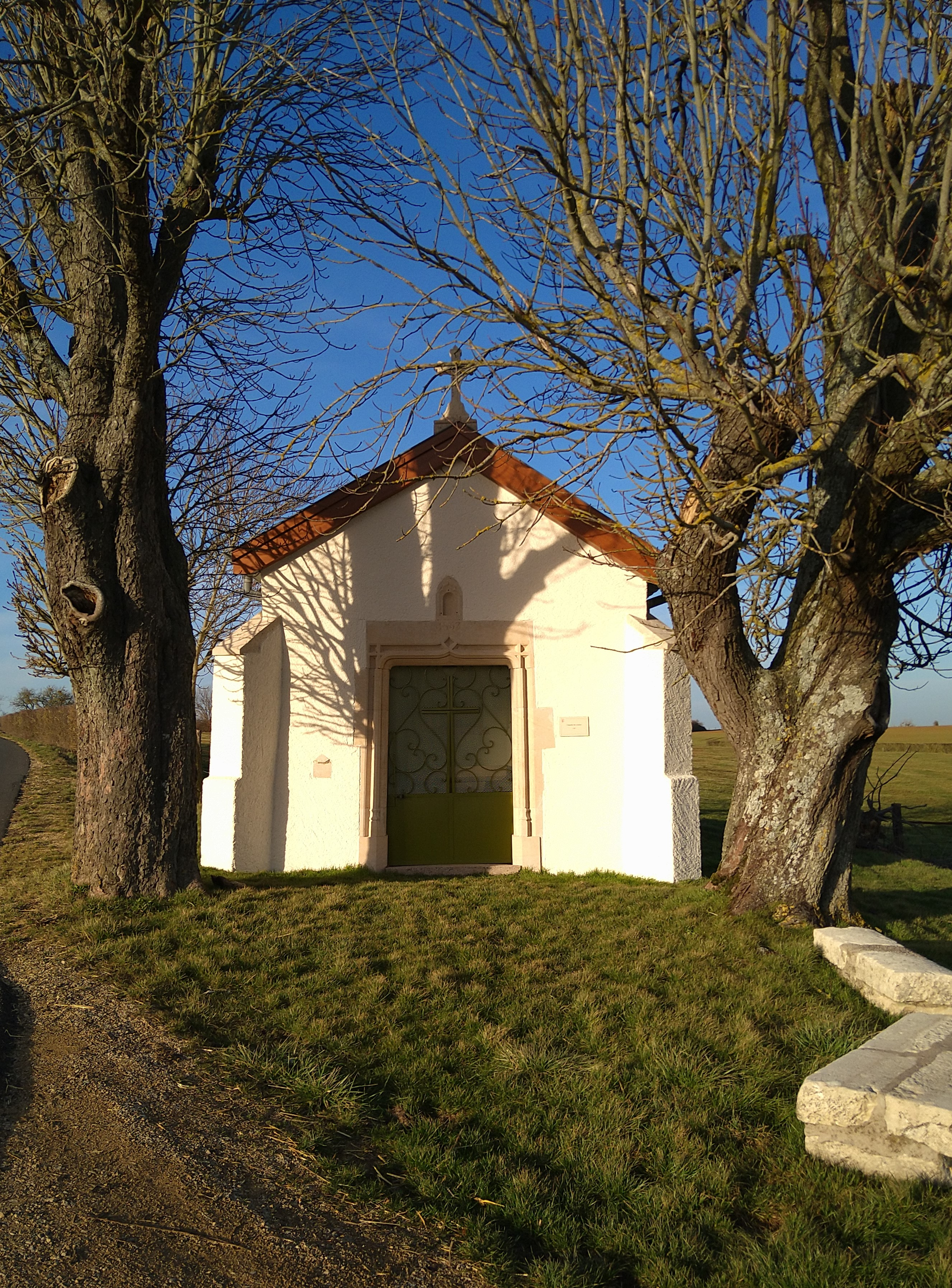
Kapelle Sainte-Libaire